# Nynice
Nynice (německy Ninitz) jsou vesnice, část obce Hromnice ve východní části okresu Plzeň-sever v Plzeňském kraji. Leží čtrnáct kilometrů severovýchodně od Plzně. Katastrální území vsi měří 429,26 ha.

## Historie
Okolí vesnice bylo osídleno již v pravěku, jak dokládá nález rozsáhlého pohřebiště z období pozdní doby bronzové. Podle naleziště byla pojmenována tzv. nynická skupina, jejíž lid žil na území západních Čech v době 950/920–800 let před naším letopočtem.
Ves je poprvé písemně připomínána k roku 1186, kdy Oldřich Drslavic z Litic odkázal část Nynic plaskému cisterciáckému klášteru. Protože však držel ves s bratry, byl odkaz napaden jeho bratrem Protivou. Spor vyřešil v roce 1216 až král Přemysl Otakar I., když odkaz klášteru potvrdil; na listině svědčil Heřman z Nynic, pravděpodobný majitel druhé části vsi. Jakmile řeholníci získali zbylé části vsi, ves zrušili a v potvrzení majetku kláštera papežem Inocencem IV. z roku 1250 jsou Nynice uváděny jen jako grangie.
Se změnou hospodaření kláštera ve 14. století byla ves opět obnovena – stalo se tak asi roku 1368, kdy byla vysazena zákupním právem. V té době byla asi zrušena klášterní grangie.
Klášter pronajal smlouvou z 1. srpna 1419 Nynice a další tři vsi Bedřichovi a Hanušovi z Kolovrat za 577,5 kop grošů, čímž začal rozpad klášterního panství dokonaný za husitský válek. V roce 1420 zapsal král Zikmund Nynice Petrovi z Chrástu, a tak není jisté, zda šlo o omyl nebo byla ves zastavována po částech.
Plaský opat Jan vyplatil od dědiců Kolovratů část vesnic a Nynice připojil zpět ke klášternímu panství. Zřejmě nikoliv celé, protože v roce 1516 postoupil Bohuslav Muchek z Bukova tři usedlosti jako úhradu svého dluhu. V roce 1533 připadají Nynice k augustiniánskému klášteru v Rokycanech, v roce 1575 byly Nynice s dalšími vesnicemi zrušeného kláštera vykoupeny samotným městem Rokycany, které je drželo až do konfiskace po porážce stavovského povstání. V roce 1623 se vrací do majetku plaského kláštera.
Na přelomu 17. a 18. století opat Ondřej Trojer a jeho nástupce Evžen Tyttl nechávají M. Kondela postavit na návsi vznosnou barokní kapli sv. Kateřiny. Klášter drží ves až do svého zrušení Josefem II. v roce 1785, Nynice přecházejí do správy náboženského fondu.

## Přírodní poměry
Nynice na severu sousedí s Planou, na jihovýchodě za Berounkou s Darovou, na jihu s Kostelcem a na západě s Žichlicemi. Ves leží na hranici přírodního parku Horní Berounka, pod vsí funguje na Berounce přívoz.

## Obyvatelstvo
| Rok            | 1869 | 1880 | 1890 | 1900 | 1910 | 1921 | 1930 | 1950 | 1961 | 1970 | 1980 | 1991 | 2001 | 2011 | 2021 |
| -------------- | ---- | ---- | ---- | ---- | ---- | ---- | ---- | ---- | ---- | ---- | ---- | ---- | ---- | ---- | ---- |
| Počet obyvatel | 260  | 254  | 234  | 263  | 256  | 222  | 202  | 148  | 134  | 103  | 98   | 77   | 58   | 68   | 76   |
| Počet domů     | 56   | 35   | 38   | 37   | 40   | 38   | 42   | 48   | 79   | 36   | 32   | 31   | 35   | 32   | 45   |

## Obecní správa
Při sčítání lidu v letech 1869–1985 Nynice byly samostatnou obcí, se kterým patřily nejprve do okresu Plzeň, ale v roce 1950 v okrese Plzeň-okolí a v letech 1961–1985 v okrese Plzeň-sever. Od 1. ledna 1986 jsou částí obce Hromnice v okrese Plzeň-sever. V letech 1961–1985 k obci patřila Planá.

## Pamětihodnosti
Nedaleko Nynic se nachází významné pravěké pohřebiště. Objevili jej cestáři pod vsí na jižním svahu malé terénní vlny na levém břehu Berounky. Na ploše dvacet arů bylo objeveno přibližně 200 hrobů. Průzkumem bylo dokázáno nepřetržité osídlení od pozdní doby bronzové až po začátek doby laténské.
- Barokní kaple svaté Kateřiny z let 1699–1701[8]
- Většina vsi je chráněna jako vesnická památková zóna, ze zástavby vynikají statek čp. 18 a 20. Památkově chráněné jsou usedlosti čp. 12 a 17.

## Galerie

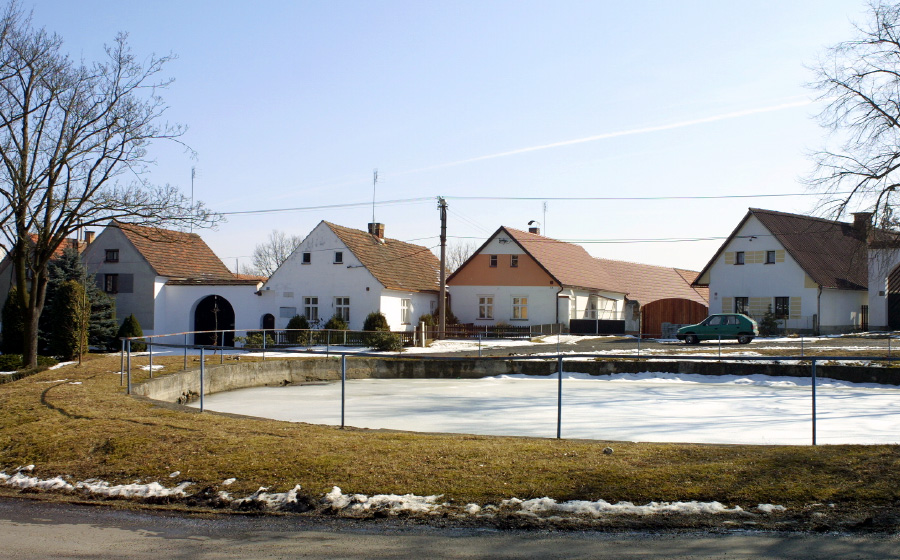
Domy na jižní straně návsi
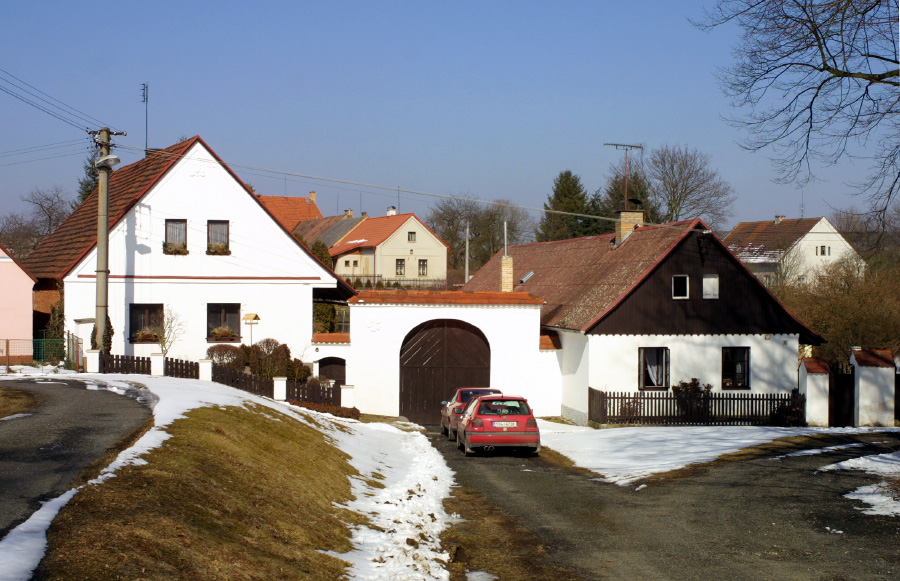
Domy na severní straně návsi